# Paul Green (rugby à XIII)
Pour les articles homonymes, voir Paul Green.

a Compétitions nationales et continentales officielles uniquement.

b Matchs officiels uniquement.
Paul Green, né le 12 septembre 1972 à Brisbane (Australie) et mort dans la même ville le 11 août 2022, est un joueur et entraîneur australien de rugby à XIII évoluant au poste de demi de mêlée, de demi d'ouverture ou de talonneur dans les années 1990 et 2000.

## Biographie
Formé aux Eastern Suburbs Tigers, il suit en 1994 son entraîneur John Lang au Cronulla-Sutherland dans le Championnat de Nouvelle-Galles du Sud puis l'Australian Rugby League et enfin la Super League d'Australie, il y joue la finale de cette dernière lors de son unique édition en 1997. Par la suite, il rejoint North Queensland puis les Sydney Roosters. Toutefois, ses blessures l'éloignent alors des terrains malgré des passages à Parramatta et Brisbane.
Il se reconvertit en tant qu'entraîneur et entre dans l'organigramme de Brisbane. Devenu entraîneur adjoint à partir de 2009, il s'occupe également de l'équipe réserve des Wynnum Manly Seagulls. Il rejoint en 2013 les Sydney Roosters et y entraîne l'équipe jeunes en remportant le titre dès sa première année. Finalement, en 2014, il est nommé à la tête de North Queensland et permet au club de remporter en 2015 son premier titre de NRL ainsi que le World Club Challenge. Il parvient de nouveau à atteindre la finale en 2017.
À 48 ans, Paul Green est désigné en février 2021 comme sélectionneur de l'équipe du Queensland en remplacement de Kevin Walters. Il signe un contrat d'un an renouvelable une année supplémentaire lui permettant d'effectuer un retour rapide sur le banc d’un club.
Il se suicide à son domicile le 11 août 2022.
Son cerveau est donné à l'Australian Sports Brain Bank (en) pour étudier l'encéphalopathie traumatique chronique (ETC) liée aux commotions cérébrales. L'examen post-mortem révèle qu'il était atteint de l'une des formes les plus graves de cette maladie. 

## Palmarès

### En tant que joueur
- Collectif :
  - Vainqueur du State of Origin : 1999 et 2001 (Queensland).
  - Vainqueur de la National Rugby League : 2002[5] (Sydney Roosters).
  - Finaliste de la Super League (Australie) : 1997 (Cronulla-Sutherland).

### En tant qu'entraîneur
- Collectif :
  - Vainqueur du World Club Challenge : 2016 (North Queensland).
  - Vainqueur de la National Rugby League : 2015 (North Queensland).
  - Finaliste de la National Rugby League : 2017 (North Queensland).